# Sasbach (Acher)
Der Sasbach ist ein Gewässer im baden-württembergischen Ortenaukreis und im Landkreis Rastatt. Er läuft anfangs nordwestlich im Nordschwarzwald, danach in der Oberrheinischen Tiefebene zunächst nordnordöstlich, später als Sulzbach wieder nordwestlich. Seine Mündung liegt 31,6 Kilometer unterhalb seiner Quelle bei Söllingen, wo er von rechts kommend zuletzt unter dem Namen Mühlbach in den Acher-Unterlauf Rheinseitengraben einläuft.

## Name
Der Bach wird 1316 als Sahspach erstmals schriftlich erwähnt. Das Bestimmungswort leitet sich vom althochdeutschen Personennamen Sahso ab.

## Geographie
Das Quellgebiet des Sasbachs liegt im Weiler Schönbüch in Sasbachwalden am Hagenberg auf einer Höhe von etwa 614 m ü. NN. Hier entspringt er auf einer Wiese in der Nähe eines Gebäudes und fließt erst einmal nordwestlich in Richtung des zentralen Orts von Sasbachwalden, an dessen Kirche der von rechts kommende Brandbach und der Langertbach in ihn fließen. Ungefähr 800 m weiter trifft von links der Büchelbach auf den Sasbach.
Ab dem Ort Sasbach fließt der Sasbach in nordnordwestlicher Richtung weiter. Dort mündet außerdem von rechts das Aubächle in ihn. Nachdem der Sasbach die B3 und die Rheintalbahn unterquert hat, wird er Sasbach-Flutkanal genannt und fließt in begradigtem Zustand nach Norden. Bei Ottersweier mündet von rechts der Laufbach-Röderbach-Flutkanal in den Sasbach-Flutkanal, der erneut den Namen wechselt zu Sasbach-Laufbach-Röderbach-Flutkanal. Kurz darauf trifft im Natur- und Landschaftsschutzgebiet Waldhägenich von rechts das Kleine Sulzbächle auf den Sasbach. Ab hier nennt er sich Sulzbach. Bei Weitenung macht der Kanal einen Bogen in Richtung Nordwesten und einige hundert Meter weiter trifft der wasserreiche Laufbach, der den Sasbach zuvor schon einmal unterquert hat, auf ihn.
Bei Stollhofen mündet von links der Kanalbach, ein Abzweig des Acherner Mühlbachs, der kurz vor seiner Mündung den tiefer liegenden, links und parallel zum Sasbach laufenden Scheidgraben überquert. Wenig unterhalb der Kanalbachmündung führt der kurze Stich einer ersten Mühlbach-Entlastung einen Teil der Sasbach-Wasserführung dem linken Begleiter zu. Daraufhin ändert sich sein Name letztmals zu Mühlbach. Unter diesem Namen verläuft er etwa 2 km parallel zum Rheinniederungskanal, der den Scheidgraben aufgenommen hat, und unterquert danach den neuen Begleiter; eine weitere kurze Mühlbach-Entlastung führt auch dem Niederungskanal Wasser zu. Von hier an fließt der Sasbach selbst noch etwa 350 m durch den Auenwald rechts des Rheins, kurz vor welchem er schließlich in den rechten Rheinseitengraben mündet. Dieser verläuft anschließend noch lange parallel zum Rhein und mündet dann bei Wintersdorf von rechts in den Strom.

## Korrektion
Im Zuge der Acher-Rench-Korrektion wurden die Flutkanäle für Sasbach, Laufbach und Röderbach gebaut und der Sulzbach begradigt. Der Sasbach-Laufbach-Röderbach-Flutkanal ist für einen Abfluss von 31 Kubikmeter pro Sekunde dimensioniert. 1963 wurde das Hochwasserrückhaltebecken Hägenich mit einem gewöhnlichen Stauraum von 1,4 Millionen m³ fertiggestellt. Das Rückhaltebecken, zuvor zum Teil als Streuwiesen genutzt, wurde mit Balsam-Pappeln aufgeforstet – die einzige Baumart, mit der bei unregelmäßigem Einstau Ertrag zu erzielen war. Ein 1992 von der Stadt Bühl herausgegebener Führer durch das Natur- und Landschaftsschutzgebiet Waldhägenich, in dem das Rückhaltebecken liegt, charakterisiert den dortigen Flutkanal und den Sulzbach als „das glatte Gegenteil eines artenreichen Baches, geeignet nur als Beispiel für eine naturfeindliche Wasserwirtschaft“.
Die Maßnahmen der Acher-Rench-Korrektion ermöglichten die Ausweitung der Siedlungsflächen im Raum Bühl und eine intensivere landwirtschaftliche Nutzung des Gebiets, insbesondere den Umbruch von Wiesen zu Äckern. Die vergrößerten Siedlungsflächen führten zu verstärktem Oberflächenabfluss, so dass das Rückhaltebecken Mitte der 1980er Jahre nicht mehr ausreichte. Anfang der 1990er Jahre wurde am Kleinen Sulzbächle im Gewann Mältig ein weiteres Becken mit einem Stauraum von 540.000 m³ gebaut. Beide Becken sind durch Überlaufschwellen miteinander verbunden.
Beim Hochwasser im Mai und Juni 2013 wurden die Rückhaltebecken durch lang anhaltende Starkniederschläge vollständig gefüllt, so dass 22 Stunden lang Wasser über die Hochwasserentlastungsanlage in den Sulzbach abfloss. Am Sulzbach kam es zu umfangreichen Überflutungen; größere Schäden in bebauten Gebieten konnten durch den Bau von Sandsackdämmen verhindert werden. Das Hochwasser hatte eine Jährlichkeit von fünf bis zehn Jahren bei einer ungewöhnlich großen Abflussfülle.

### LUBW
Amtliche Online-Gewässerkarte mit passendem Ausschnitt und den hier benutzten Layern: Lauf und Einzugsgebiet des Sasbachs

Allgemeiner Einstieg ohne Voreinstellungen und Layer: Daten- und Kartendienst der Landesanstalt für Umwelt Baden-Württemberg (LUBW) (Hinweise)
1. 1 2  Höhe nach dem Höhenlinienbild auf dem Hintergrundlayer Topographische Karte.
2. ↑  Länge nach dem Layer Gewässernetz (AWGN).
3. ↑  Mündungsverhältnisse und Namen nach dem Layer Gewässernamen des Online-Kartenservers der LUBW.

### Andere Belege
1. ↑  Heinz Fischer: Geographische Landesaufnahme: Die naturräumlichen Einheiten auf Blatt 169 Rastatt. Bundesanstalt für Landeskunde, Bad Godesberg 1967. → Online-Karte (PDF; 4,4 MB)
2. ↑  Albrecht Greule: Deutsches Gewässernamenbuch. Walter de Gruyter, Berlin / Boston 2014, ISBN 978-3-11-057891-1, S. 462, „Sasbach“ (Auszug in der Google-Buchsuche).
3. ↑  Josef Riegelsberger: Acher-Rench-Korrektion. In: Innenministerium Baden-Württemberg (Hrsg.): Wasserwirtschaft in Baden-Württemberg. Wasserversorgung, Abwasserbeseitigung, Flussbau, Talsperrenbau, landwirtschaftlicher Wasserbau, Verwaltung, Organisation. Verwaltungs-Verlag, München 1969, S. 146–152, hier S. 150.
4. 1 2  Stadt Bühl (Hrsg.): Der Waldhägenich. Ein Führer durch das Natur- und Landschaftsschutzgebiet. Bühl 1992, S. 18 f;
Zweckverband Hochwasserschutz Raum Baden-Baden/Bühl: Hochwasserrückhaltebecken Nr. 18 (Erweiterung) Bühl-Balzhofen. (Abgerufen am 28. April 2019).
5. ↑  Stadt Bühl, Waldhägenich, S. 16, 20 f, 36 (Zitat).
6. ↑  Rainer Ell: Hochwasser im Juni 2013 – Aufarbeitung und Bürgerbeteiligung. In: WBW Fortbildungsgesellschaft für Gewässerentwicklung mbH (Hrsg.): Erfahrungsaustausch Betrieb von Hochwasserrückhaltebecken in Baden-Württemberg. Berichtsband 21. Jahrestagung 2014. Karlsruhe 2015, S. 52–53 (Download)